# (32774) 1986 VZ
(32774) 1986 VZ est un astéroïde de la ceinture principale d'astéroïdes découvert en 1986.

## Description
(32774) 1986 VZ a été découvert le 3 novembre 1986 à l'observatoire Kleť, en République tchèque, en Bohême-du-Sud, par Antonín Mrkos.

### Caractéristiques orbitales
L'orbite de cet astéroïde est caractérisée par un demi-grand axe de 2,37 ua, un périhélie de 1,88 ua, une excentricité de 0,21 et une inclinaison de 5,58° par rapport à l'écliptique. Du fait de ces caractéristiques, à savoir un demi-grand axe compris entre 2 et 3,2 ua et un périhélie supérieur à 1,666 ua, il est classé, selon la JPL Small-Body Database, comme objet de la ceinture principale d'astéroïdes.

### Caractéristiques physiques
(32774) 1986 VZ a une magnitude absolue (H) de 14,5 et un albédo estimé à 0,182.